# Serge Muller
Pour les articles homonymes, voir Muller.
Serge Muller, né le 26 février 1976 à Toulon (Var), est un homme politique français.
Membre du Rassemblement national depuis 2020, il est élu député dans la 2e circonscription de la Dordogne lors des élections législatives de 2022. Il siège au sein du groupe RN et est membre de la commission des Affaires sociales de l'Assemblée nationale. Il est réélu en 2024.

## Biographie
Serge Muller naît le 26 février 1976 à Toulon. Son père est grutier-docker et sa mère femme au foyer. Aide-soignant en psychiatrie de profession dans sa ville natale, il s'installe en Dordogne en 2014.
En 2022, il habite Annesse-et-Beaulieu et est aide-soignant de nuit à l'Ehpad de l'hôpital de Saint-Astier.

### Parcours politique
Il indique s’être tourné vers le Front national à l'âge de 30 ans, se reconnaissant dans les discours de Jean-Marie Le Pen : « un homme très cultivé, qui parlait avec aisance et sans tabou des problèmes de chômage ou encore d’immigration. À l’époque, je faisais partie de cette classe moyenne qui travaille, mais qui, faute de pouvoir s’offrir une maison, était obligée d’habiter des cités HLM qui s’apparentaient à des ghettos ».
En 2019, alors qu'il n'est pas encarté au parti, il est sollicité par le RN pour présenter sa candidature aux élections départementales : « Je me suis dit que c’était peut-être une opportunité à saisir et ça l’était. Un an après, la direction du parti m’a choisi pour être candidat sur le Bergeracois. » Il adhère finalement au RN en 2020.
Il est candidat aux élections départementales de 2021 dans le canton de Saint-Astier, mais échoue à se faire élire avec sa colistière Pascale Léger, réunissant seulement 32,40 % des voix face au binôme divers gauche de Véronique Chabreyrou et Jacques Ranoux.
Il est par la suite candidat aux élections législatives de juin 2022 et parvient cette fois-ci à remporter le scrutin au second tour face à Michel Delpon, le député sortant de La République en marche. Il déclare vouloir faire de l’immigration son « grand sujet ». Il se représente lors des élections législatives de 2024 et est réélu au deuxième tour face à Christophe Cathus du PS, représentant le NFP.

### Controverses
En août 2022, il fait l'objet d'une polémique lorsqu'il « condamne tièdement » les actes de son suppléant Lucas Broucq. Ce dernier, soutien du régime de Poutine, avait perturbé un rassemblement de réfugiés ukrainiens à Bergerac en agitant un drapeau séparatiste russe. Muller avait alors estimé qu'on « peut tous commettre une erreur ».
En février 2024, sa permanence fait l'objet de collages par un collectif féministe de Bergerac en raison de ses propos à l'Assemblée, où il avait répondu à une députée au sujet des violences conjugales : « la police n'est pas là pour régler les problèmes de voisinage, madame »,.
Lors de la campagne des législatives de 2024, il est accusé d'atteinte au droit à l'image par une syndicaliste UNSA dont il a utilisé la photographie pour son tract de campagne sans son accord, mais refuse de cesser d'employer le tract où cette dernière figure. Il fait l'objet d'un dépôt de plainte. Christophe Cathus, son opposant du Nouveau Front Populaire, dénonce une possible atteinte au Code électoral du fait de l'usage du nom d'un syndicat sans son accord.

## Détails des mandats et fonctions

### Mandat national actuel
- depuis le 19 juin 2022 : député de la deuxième circonscription de la Dordogne.